# Exaculum
Exaculum é um género botânico pertencente à família Gentianaceae.